# Китайцев, Алексей Александрович
Алексе́й Алекса́ндрович Кита́йцев (10 мая 1973, Москва) — российский кинорежиссёр, музыкант. Член Союза кинематографистов России.

## Биография
Алексей Александрович Китайцев родился в Москве 10 мая 1973 года.
В 1988 году окончил московскую школу № 1234 и параллельно музыкальную школу при Российской академии музыки имени Гнесиных по классу баяна.
В 1992 году окончил Московский авиационный приборостроительный техникум имени Серго Орджоникидзе по специальности «Приборостроение» и поступил в Московский энергетический институт на радиотехнический факультет, который окончил в 1998 году и поступил в аспирантуру. С 1996 года начал работу на телевидении. Работал ведущим инженером в телекомпании НТВ, режиссёром прямого эфира. С 1998 по 2007 годы работал режиссёром-постановщиком на  Первом канале. С 2008 по 2022 годы — главный режиссёр Телестудии Роскосмоса. Занимался документалистикой, а также являлся  автором и режиссёром программ каналов ТВС, СТС, канала «Домашний» и так далее. Снял ряд рекламных роликов для таких производителей, как «X5 Ретэйл групп», корпорация «Иркут», банк «Нордея», АСВ, сеть гипермаркетов «Green» (Казахстан) и другие.
В 2006 году окончил факультет ФДПО Всероссийского государственного университета кинематографии имени С. А. Герасимова по специальности «режиссура игрового кино» (мастер В. Б. Ахадов). Дебютная работа А. Китайцева в игровом кинематографе — полнометражная кинокартина «Психи»

## Творчество
Кино и телевидение
Алексей Китайцев является автором и режиссёром более сорока документальных фильмов, многие из которых демонстрировались на российских телеканалах Первый канал, Россия 1, Россия-24, НТВ, Культура, Звезда, СТС и других. Многие картины стали лауреатами и призёрами на всесоюзных и международных фестивалях. Член союза кинематографистов России с 2014 года.
Выборочная фильмография
2005 — «Однажды и навсегда» Архивная копия от 2 октября 2016 на Wayback Machine д/ф из цикла «Встань и иди»
2006 — «Live» короткометражный игровой фильм, автор и режиссёр
2006 — «US(sr)» Архивная копия от 18 сентября 2016 на Wayback Machine, короткометражный игровой фильм в рамках фестиваля «Синемаспортс»
2006 — «Счастливы вместе» ситком, (телесериал, 4 серии)
2006 — «Бог моржей. Порфирий Иванов» Архивная копия от 11 ноября 2014 на Wayback Machine д/ф
2007 — «Навсегда…» Архивная копия от 18 сентября 2016 на Wayback Machine детский короткометражный игровой фильм, автор и режиссёр
2007 — «Каратели. Правда о латышских стрелках» д/ф
2007 — «Пост № 1. Неизвестный солдат» Архивная копия от 18 декабря 2014 на Wayback Machine д/ф
2008 — «Смертельное оружие. Судьба Макарова» Архивная копия от 13 февраля 2020 на Wayback Machine д/ф
2008 — «Женское лицо войны. Катюша» Архивная копия от 18 ноября 2014 на Wayback Machine д/ф
2008 — «Белый цыган. Мстислав Запашный» Архивная копия от 18 декабря 2014 на Wayback Machine д/ф
2008 — «Поющее оружие. Ансамбль им. Александрова» Архивная копия от 18 декабря 2014 на Wayback Machine д/ф
2008 — «Старт № 100. Союз Титанов» д/ф
2009 — «Дети Войны. Последние свидетели» Архивная копия от 29 октября 2014 на Wayback Machine д/ф
2010 — «Мечты сбываются Архивная копия от 5 января 2020 на Wayback Machine» д/ф
2010 — «Банк России. 150 лет служения Родине» д/ф, 2 серии
2010 — «Поезд-призрак. Тайна золота Колчака» Архивная копия от 28 сентября 2019 на Wayback Machine д/ф
2010 — «Знаки Судьбы» Архивная копия от 31 июля 2018 на Wayback Machine многосерийный художественный фильм (13 серий)
2011 — «Сбербанк. Версия 1.7.0.» д/ф автор идеи и режиссёр
2011 — «Последний челнок Америки» Архивная копия от 20 сентября 2020 на Wayback Machine д/ф
2011 — «Битва за „Салют“. Космический детектив» Архивная копия от 22 сентября 2019 на Wayback Machine д/ф
2011 — «Янгель — отец „Сатаны“» д/ф
2012 — «Алла Демидова. Мне дружбу гении дарили…» Архивная копия от 13 ноября 2014 на Wayback Machine д/ф 2 серии
2013 — «Женский космос» Архивная копия от 13 ноября 2014 на Wayback Machine д/ф
2013 — «Валентина Терешкова. Чайка и Ястреб» Архивная копия от 18 декабря 2014 на Wayback Machine д/ф
2013 — «Секретные материалы: ключи от долголетия» Архивная копия от 18 ноября 2014 на Wayback Machine д/ф
2013 — «МКС — рукотворная звезда» Архивная копия от 11 октября 2016 на Wayback Machine к/м документальный художественный фильм
2014 — «Юрий Гагарин. Семь лет одиночества» Архивная копия от 18 декабря 2014 на Wayback Machine д/ф автор и режиссёр
2014 — «Алексей Леонов. Прыжок в космос» Архивная копия от 18 декабря 2014 на Wayback Machine д/ф
2014 — «Звёздные войны Владимира Челомея» Архивная копия от 18 декабря 2014 на Wayback Machine д/ф
2014 — «Вера, Надежда, любовь Елены Серовой» Архивная копия от 18 декабря 2014 на Wayback Machine д/ф
2015 — «Психи» полнометражный художественный фильм автор, режиссёр, композитор
2015 — «Министр на доверии. Дело Сухомлинова» Архивная копия от 2 марта 2020 на Wayback Machine д/ф
2016 — «Ибрагим Аганин. Война за линией фронта» д/ф
2016 — «Резидент Мария» Архивная копия от 22 сентября 2019 на Wayback Machine д/ф
2017 — «Алексей Ботян. Как мы освобождали Польшу» Архивная копия от 15 февраля 2020 на Wayback Machine д/ф
2017 — «Спутник жизни» д/ф автор и режиссёр
2017 — «Исхак Ахмеров. Мистер «Резидент»» Архивная копия от 24 сентября 2019 на Wayback Machine д/ф
2018 — «Московский щит. Быстрее. Выше. Сильнее» Архивная копия от 22 декабря 2019 на Wayback Machine д/ф
2018 — «Юрий Гагарин. Последний миг» Архивная копия от 2 апреля 2019 на Wayback Machine д/ф автор и режиссёр
2018 — «Звезда по имени МКС» Архивная копия от 4 октября 2019 на Wayback Machine д/ф автор и режиссёр
2019 — «Алексей Пушкаренко. Охота за шейхом Архивная копия от 28 декабря 2019 на Wayback Machine» д/ф
2019 — «Космическая одиссея робота Федора» Архивная копия от 26 октября 2020 на Wayback Machine д/ф автор и режиссёр
2020 — «Киноальманах „Улицы героев“» Архивная копия от 11 мая 2021 на Wayback Machine х/ф автор и режиссёр
2021 — «Добро.Фильм первый» Архивная копия от 7 декабря 2021 на Wayback Machine х/ф автор и режиссёр
2022 — «Наука того стоила» д/ф автор и режиссёр
2022 — «Легенды Кавказа» цикл из 15 документально-постановочных фильмов, автор сценария и режиссёр
Музыка
В 1990 году А. А. Китайцев, в качестве контрабасиста, вместе с Иваном Вороновым (вокал, гитара) и Станиславом Кутузовым (барабаны) организовал рокабилли группу «The Port Way», впоследствии ставшей «The Jailbreakers». Под этим названием группа записала два полных альбома: «Crazy 50-s» (1994 год) и «Jailbox» (1996 год). В создании альбома «Jailbox» активное участие принимал известный российский вокалист Николай Арутюнов, который исполняет одну из композиций. Синглы с этих альбомов выходили в составе сборников как в России, так и за рубежом. С 2003 года А. Китайцев — участник одной из московских рокабилли групп «Alligators». В 2018 году в Англии вышел альбом группы под названием «Rock Bop Jump».

## Награды
Ведомственные награды
- Медаль «Генерал-майор Александр Александров» (Министерство обороны Российской Федерации, приказ № 21 от 17 мая 2012 года)
- Знак «За содействие космической деятельности» (Федеральное космическое агентство, 2013 год)
- Медаль «За творческий вклад в создание средств наземной космической инфраструктуры» (ФГУП «ЦЭНКИ» 24 апреля 2012 года)
- Юбилейная медаль «50-летие освоения человеком космоса», решение комиссии № 57 от 5 мая 2010 года

Премии и призы теле и кинофестивалей
- «Легенды Кавказа»[10]. Лауреат «Премии Рунета 2022».
- «Наука того стоила»[11]. Специальный приз третьего «Международного кинофестиваля „Циолковский“ 2022».
- «Психи» — Приз как «Лучший игровой фильм»[12] на «Нью-Йоркском рабочем фестивале», Соединённые Штаты Америки.
- «Психи» — «Лучшая драма месяца» на ежегодном международном фестивале в Лос-Анджелесе, Соединённые Штаты Америки Hollywood Boulevard, так же фильм был номинирован на премию как «Лучшая драма», «Лучший режиссёр», «Лучшая женская роль»[13].
- «Психи» — Приз за «Лучший монтаж» на ежегодном международном фестивале NEZ в Калькутте, Индия[14].
- «Психи» — «Специальный приз жюри» на ежегодном международном фестивале в Берлине, Германия, ifab 2016[13].
- «Психи» — «Лучшая операторская работа» на Чебоксарском международном кинофестивале[15].
- «Психи» — Главный приз на ежегодном международном фестивале «Восток & Запад. Классика и авангард» — «Золотой Сарматский Лев» за лучшую мужскую роль в Оренбурге, Россия[16].
- Премия «Александр Невский» за документальный фильм «Пост № 1. Неизвестный солдат Архивная копия от 18 декабря 2014 на Wayback Machine» на VI Всероссийском конкурсе «Патриот России» за лучшее освещение в средствах массовой информации темы патриотического воспитания в 2007 году[17].
- Специальный приз «Юное лицо войны» 5-го открытого конкурса документального кино «Человек и война» в 2011 году за документальный фильм «Дети Войны. Последние свидетели Архивная копия от 29 октября 2014 на Wayback Machine»[18].
- Приз «Плод познания» на VI Международном фестивале научно-популярных фильмов «Мир знаний» в номинации «Лучший урок на экране» (2009 год) за документальный фильм «Старт № 100. Союз Титанов»[19].
- Приз за первое место в номинации «Война и Мир» XIV Международного фестиваля «ДетективФЕСТ» (2012 год) за документальный фильм «Битва за „Салют“. Космический детектив Архивная копия от 17 октября 2017 на Wayback Machine»[20].
- Специальный диплом Большого жюри «За яркое воплощение темы „Женщины на войне“» Всероссийского фестиваля «Человек и война» в 2012 году за документальный фильм «Женское лицо войны. Катюша» Архивная копия от 18 ноября 2014 на Wayback Machine[21].
- Специальный приз жюри «За раскрытие героических страниц в истории космонавтики» и приз Президентской библиотеки имени Б. Н. Ельцина на IX международном кинофестивале научно-популярных фильмов «Мир знаний» (2014 год) за документальный фильм «Алексей Леонов. Прыжок в космос» Архивная копия от 18 декабря 2014 на Wayback Machine[22].
- Лучший документальный фильм на I Всероссийском медиаконкурсе «Русский космос», который проходил под эгидой ВГТРК в Самаре с 24 по 26 мая 2016 года — «Юрий Гагарин. Семь лет одиночества»[23].

## Семья
Женат, есть два сына — Александр (1993 г. р.) и Антон (2002 г. р.). Жена — режиссёр Екатерина Китайцева (Тарасова).